# César Cascabel
Cezar Kaskabel (fr. César Cascabel 1890) – dwutomowa powieść Juliusza Verne’a z cyklu Niezwykłe podróże. 
Dotychczas ukazało się jedno wydanie w języku polskim (przekład autora kryjącego się pod pseudonimem S.S. z 1910, pt. Cezar Kaskabel) dla „Dziennika Chicagoskiego” (Illinois, USA) z ilustracjami pochodzącymi z oryginału
.

## Fabuła
Jest rok 1867. Cascabels, francuska rodzina artystów cyrkowych, planuje wrócić do Francji po tournée po Stanach Zjednoczonych. Jednak ich oszczędności zostają skradzione i nie stać ich na bilety na statek. Wracają więc drogą lądową, przez Alaskę, Cieśninę Beringa, Syberię i europejską część Rosji. Oczywiście daje to autorowi możliwość opisania trasy i wielu przygód bohaterów powieści.